# Mentha maximilianea
Mentha maximilianea là một loài thực vật có hoa trong họ Hoa môi. Loài này được F.W.Schultz mô tả khoa học đầu tiên năm 1854.